# Anschlussbereich

Teilnehmeranschlussnetz in einem Anschlussbereich

Ein Anschlussbereich (AsB) kennzeichnet im Zugangsnetz eines Telefonnetzes einen Bereich, in dem die Netzanschlüsse der Teilnehmer über die Teilnehmeranschlussleitung durch einen einzelnen Hauptverteiler versorgt werden.
Ein Ortsnetz setzt sich aus einem oder mehreren Anschlussbereichen zusammen. In großstädtischen Ortsnetzen gibt es z. T. eine zweistellige Zahl von Anschlussbereichen, während in ländlichen und suburbanen Gebieten ein Anschlussbereich neben der Ortschaft bzw. dem Ortsteil, wo der Hauptverteiler steht, üblicherweise auch umliegende Ortschaften in einem Radius von bis zu fünf Kilometern umfasst. Die dadurch bedingten langen Teilnehmeranschlussleitungen mit hohen Leitungsdämpfungen erschweren in diesen Anschlussbereichen die Versorgung mit DSL und die Migration zu einer Next-Generation-Network-Netztopologie.
Im Netz der Telekom Deutschland gibt es heute insgesamt 5.200 Ortsnetze – wobei jedes Ortsnetz eine eigene Vorwahl besitzt – mit 7.900 Anschlussbereichen.
Zu Zeiten analoger Telefonvermittlungstechnik waren in Ortsnetzen mit mehreren Anschlussbereichen diese durchnummeriert und die führende Ziffer der Rufnummer einzelnen Anschlussbereichen zugeordnet. Im Zuge der Digitalisierung des Netzes wurden dann einzelne Anschlussbereiche aufgelöst, die historische Nummerierung der verbliebenen Anschlussbereiche jedoch beibehalten.
Am Hauptverteiler-Standort des Anschlussbereiches befinden sich zugleich eine Ortsvermittlungsstelle oder eine abgesetzte periphere Einheit des klassischen Telefonnetzes sowie üblicherweise auch DSLAMs zur Bereitstellung von DSL-Zugängen. Neben dem etablierten Netzbetreiber können am Hauptverteiler-Standort auch konkurrierende Netzbetreiber Kollokation mit eigener Technik unterhalten, um die Teilnehmer über die Teilnehmeranschlussleitung des etablierten Betreibers an ihr Netz anzubinden.